# Joël Mathez
Joël Fernand Julien Mathez, né le 15 avril 1940 à Calais, mort le 29 décembre 2018 à Montpellier, est un botaniste français.

## Biographie
Joël Mathez est ancien élève de l'École normale supérieure de Saint-Cloud (promotion 1958) et agrégé de sciences naturelles.

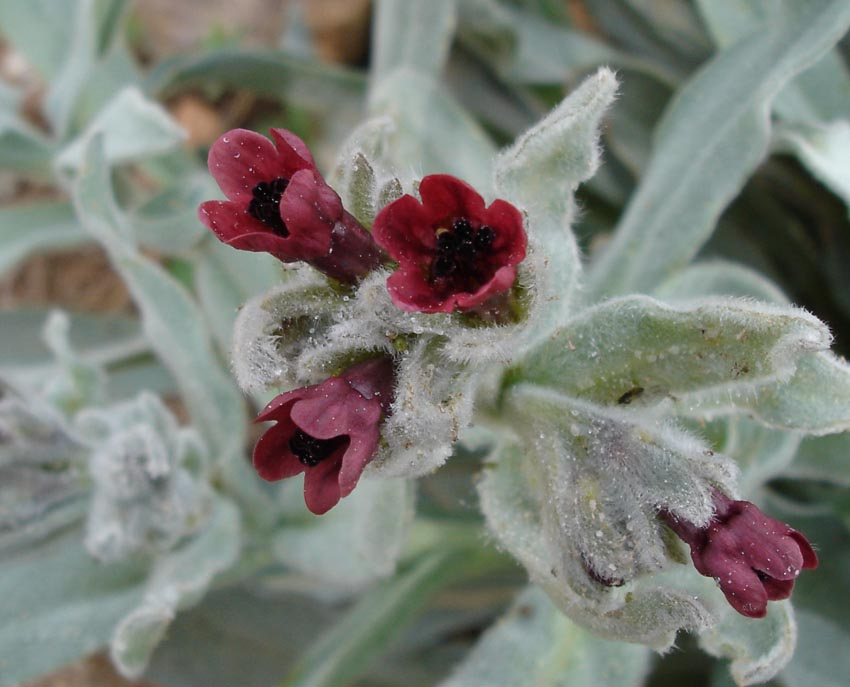
Cynoglosse à feuilles de giroflée, Pardoglossum cheirifolium (L.) E.Barbier & Mathez, 1973

En 1962, il entame une mission de coopération à l'Institut scientifique chérifien de Rabat (Maroc),, où il dirige le Laboratoire de phanérogamie et est responsable de l'Herbier national marocain. En parallèle, il enseigne à la Faculté des Sciences qui fait actuellement partie de l'Université Mohamed V - Agdal. Pendant cette période, il étudie la flore marocaine à la suite de Louis Emberger, René Maire, Charles Sauvage, et récolte de nombreuses plantes, en particulier sur le Plateau central.
En 1975, il est nommé maître de conférences à l'université Montpellier II (USTL) et affecté à l'Institut de botanique.
Il co-initie, co-dirige et suit le projet de Flore pratique du Maroc de 1982 à 2014,. Il s'intéresse à l'immense Herbier de l'Institut de botanique de Montpellier à partir de 1990. Il en devient responsable en 1994 et contribue à sa numérisation. Il dirige le Département d’Enseignement de Biologie et Écologie jusqu'en 2006.
Il participe à la création de Tela Botanica, où il représente la Société botanique de France,,.
Joël Mathez travaille notamment sur les Valérianacées et le genre Teucrium. Il est co-auteur de deux noms de genres, d’une dizaine de taxons nouveaux (espèces et sous-espèces) et d’une quinzaine de combinaisons nouvelles.

## Quelques publications
- Joël Mathez, Les monocotylédones, Paris, Société française de systématique, coll. « Biosystema », 1993, 143 p.
- Mohamed Fennane, Mohamed Ibn Tattou, Joël Mathez, Aïcha Ouyahya et Jalal El Oualidi, Flore pratique du Maroc : Manuel de détermination des plantes vasculaires, vol. 1 Pteridophyta, Gymnospermae, Angiospermae (Lauraceae-Neuradadeae), Rabat, Université Mohamed 5 - Agdal, coll. « Travaux de l'Institut scientifique. Série Botanique », 1999, 560 p. (ISBN 2366610009).
- Préface du volume 2 : Mohamed Fennane, Mohamed Ibn Tattou, Aïcha Ouyahya et Jalal El Oualidi, Flore pratique du Maroc : Manuel de détermination des plantes vasculaires, vol. 2, Angiospermae ( Leguminosae - Lentibulariaceae), Rabat, Université Mohamed 5 - Agdal, coll. « Travaux de l'Institut scientifique. Série Botanique », 2007, 636 p. (ISBN 9954-8347-4-5).
- Mahmoud Laribi, Mohand Acherar, Joël Mathez et Arezki Derridj, « Découverte de Rhynchocorys elephas (L.) Griseb. dans l'Akfadou (Grande Kabylie, Algérie) : première mention pour l'Afrique du Nord », Journal de botanique de la Société botanique de France, vol. 53,‎ 1er mars 2011, p. 31–36 (DOI 10.3406/jobot.2011.1112).
- Daniel Mathieu, Mélisse Durécu, David Mercier, Joël Mathez et Michel Chauvet, « Guide de nomenclature des noms normalisés en français pour les plantes Trachéophytes de France métropolitaine », Journal de botanique de la Société botanique de France, no 70,‎ janvier 2015, article no 3.4 (ISSN 1280-8202, e-ISSN 2741-4884, DOI 10.3406/jobot.2015.1345, lire en ligne).

## Éponymie
- (Boraginaceae) Cynoglossum mathezii Greuter & Burdet, 1981[12],[13]
- (Plantaginaceae) Callitriche mathezii H.D.Schotsman, 1976[14]